# كارل أوغست أوتو هوفمان
كارل أوغست أوتو هوفمان (1853-1909) (بالإنجليزية: Karl August Otto Hoffmann)‏ هو عالم نبات ألماني.